# Oeuvre van Witold Lutosławski
Witold Lutosławski leverde gedurende zijn leven ongeveer 120 werken op. Hij schreef in diverse genres, maar tot een opera is het nooit gekomen. Veel van zijn vroege werken zijn verloren gegaan tijdens de Duitse bezetting en Sovjetoverheersing. Zijn muziek werd tijdens dat laatste deels als ongewenst beschouwd, het stond te veel van het “gewone volk” af.  

## Lijst
Onderstaande lijst is afgeleid van een lijst die is samengesteld voor de biografie die in 2001 verscheen bij Greenwood Press Westport. Auteurs waren Stanisław Bedkowski en Stanisław Hrabia. Lutosławski schreef zijn eerste compositie op papier in 1922. De lijst is niet compleet en ook staat er een dubbele registratie (WL81) in. 
| Nummering | Jaar voltooiing | Titel                                                         | Genre                     | Eerste uitvoering                  |
| --------- | --------------- | ------------------------------------------------------------- | ------------------------- | ---------------------------------- |
| WL1       | 1922            | Prelude voor piano                                            | kamermuziek               | verloren gegaan                    |
| WL2       |                 |                                                               |                           |                                    |
| WL3       | 1926            | Slaapliedje voor piano                                        | kamermuziek               | verloren gegaan                    |
| WL4       | 1927            | Drie preludes voor piano                                      | kamermuziek               | verloren gegaan                    |
| WL5       | 1927            | Sonate voor viool en piano                                    | kamermuziek               | verloren gegaan                    |
| WL6       | 1928            | Sonate voor viool en piano 2                                  | kamermuziek               | verloren gegaan                    |
| WL7       | 1928            | Poeme voor piano                                              | kamermuziek               | verloren gegaan                    |
| WL8       | 1929            | Variaties voor piano                                          | kamermuziek               | verloren gegaan                    |
| WL9       | 1930            | Dans van de Chimera voor piano                                | kamermuziek               | verloren gegaan                    |
| WL10      | 1930            | Scherzo voor orkest                                           | orkest                    | verloren gegaan                    |
| WL11      | 1931            | Hyme voor de leerlingen van het Stefan Batory Staatsgymnasium |                           | gepubliceerd                       |
| WL12      | 1931            | Haroun al Rashid                                              | orkest, toneelmuziek      | verloren gegaan                    |
| WL13      | 1934            | Twee liedjes                                                  | zangstem, piano           | verloren gegaan                    |
| WL14      | 1934            | Pianosonate                                                   | kamermuziek               | 1935                               |
| WL15      | 1936            | Dubbelfuga voor orkest                                        | orkest                    | 1937, juni, daarna verloren gegaan |
| WL16      | 1936            | Prelude en aria voor piano                                    | kamermuziek               |                                    |
| WL17      | 1937            | Requiem aeternum Lacrimosa                                    | orkest                    | verloren gegaan 1938               |
| WL18      | 1937            | Symfonische variaties                                         | orkest                    | 17 juni 1939                       |
| WL19      | 1941            | Twee studies voor piano                                       | kamermuziek               |                                    |
| WL20      | 1941            | Variaties op een thema van Paganini                           | kamermuziek               |                                    |
| WL21      | 1941            | Liederen van het ondergronds verzet                           |                           |                                    |
| WL22      | 1944            | Studies ter voorbereiding op Symfonie nr. 1                   | kamermuziek               |                                    |
| WL23      | 1945            | Trio voor hobo, klarinet en fagot                             | kamermuziek               | 1 september 1945                   |
| WL24      | 1945            | Volksliedjes voor piano                                       | kamermuziek               | 22 juli 1946                       |
| WL25      | 1945            | Drie kerstliederen                                            | solist, koor, kamerorkest |                                    |
| WL26      | 1946            | Twintig Poolse kerstliedjes                                   | lied                      | 15 december 1985                   |
| WL27      | 1947            | Symfonie nr. 1                                                | orkest                    | 6 april 1948                       |
| WL28      | 1947            | Zes kinderliedjes                                             | lied                      | 20 oktober 1947                    |
| WL29      | 1947            | Twee kinderliedjes                                            | lied                      | 26 januari 1948                    |
| WL30      | 1949            | Ouverture voor strijkorkest                                   | orkest                    | 9 november 1949                    |
| WL31      | 1950            | Lawine                                                        | lied                      | 26 september 1950 (wellicht)       |
| WL32      | 1950            | Kleine suite voor kamerorkest                                 | orkest                    | 20 april 1951 (2e versie)          |
| WL33      | 1950            | Liederen voor zangstem, piano                                 | lied                      |                                    |
| WL34      | 1950            | Liederen voor zangstem, piano                                 | lied                      |                                    |
| WL35      | 1951            | Liederen voor zangstem, piano                                 | lied                      |                                    |
| WL36      | 1950            | Strohalm en andere liedjes                                    | lied                      |                                    |
| WL37      | 1951            | Silezische triptiek                                           | orkest                    | 13 april 1951                      |
| WL38      | 1951            | Recitatief en aria voor viool en piano                        | kamermuziek               |                                    |
| WL39      | 1951            | Lente                                                         | liederen                  |                                    |
| WL40      | 1951            | Herfst                                                        | liederen                  |                                    |
| WL41      | 1951            | Tien Poolse soldatenliedjes                                   | koor                      |                                    |
| WL42      | 1951            | Liederen voor zangstem, piano                                 | lied                      |                                    |
| WL43      | 1952            | Liederen voor zangstem, piano                                 | lied                      |                                    |
| WL44      | 1952            | Liederen voor zangstem, piano                                 | lied                      |                                    |
| WL45      | 1952            | Liederen voor zangstem, piano                                 | lied                      |                                    |
| WL46      | 1952            | Bucolics voor piano                                           | kamermuziek               |                                    |
| WL47      | 1952            | Liederen voor zangstem, piano                                 | lied                      |                                    |
| WL48      | 1952            | Liederen voor zangstem, piano                                 | lied                      |                                    |
| WL49      | 1952            | Liederen voor zangstem, piano                                 | lied                      |                                    |
| WL50      | 1953            | Liederen voor zangstem, piano                                 | lied                      |                                    |
| WL51      | 1953            | Liederen voor zangstem, piano                                 | lied                      |                                    |
| WL52      | 1953            | Liederen voor zangstem, piano                                 | lied                      |                                    |
| WL53      | 1953            | Tien Poolse dansen                                            | orkest                    |                                    |
| WL54      | 1953            | Miniaturen voor twee piano’s                                  | kamermuziek               |                                    |
| WL55      | 1953            | Drie pianostukken voor de jeugd                               | kamermuziek               |                                    |
| WL56      | 1954            | Liederen voor zangstem, piano                                 | lied                      |                                    |
| WL57      | 1953            | Liederen voor zangstem, piano                                 | lied                      |                                    |
| WL58      | 1953            | Drie fragmenten voor fluit en harp                            | kamermuziek               |                                    |
| WL59      | 1954            | Liederen voor zangstem, kamerorkest                           | lied                      |                                    |
| WL60      | 1954            | Winterwals                                                    | lied                      |                                    |
| WL61      | 1954            | Liederen voor zangstem, kamerorkest                           | lied                      |                                    |
| WL62      | 1954            | Liederen voor zangstem, kamerorkest                           | lied                      |                                    |
| WL63      | 1954            | Liederen voor zangstem, kamerorkest                           | lied                      |                                    |
| WL64      | 1954            | Liederen voor zangstem, kamerorkest                           | lied                      |                                    |
| WL65      | 1954            | Dandelions                                                    | lied                      |                                    |
| WL66      | 1954            | Concert voor orkest                                           | orkest                    | 26 september 1954                  |
| WL67      | 1954            | Vier orkestfanfares                                           | orkest                    |                                    |
| WL68      | 1954            | Danspreludes                                                  | kamermuziek               | 15 februari 1955                   |
| WL69      | 1954            | Een bij toeval gehoord melodietje                             | kamermuziek               |                                    |
| WL70      | 1957            | Vijf liederen op tekst van Kazimiera Iłłakowiczówna           | lied                      | 25 november 1959                   |
| WL71      | 1958            | Muzyka żałobna                                                | orkest                    | 26 maart 1958                      |
| WL72      | 1959            | Liederen voor zangstem, piano                                 | lied                      |                                    |
| WL73      | 1959            | Liederen voor zangstem, piano                                 | lied                      |                                    |
| WL74      | 1959            | Liederen voor zangstem, piano                                 | lied                      |                                    |
| WL75      | 1959            | Liederen voor zangstem, piano                                 | lied                      |                                    |
| WL76      | 1958            | Kinderliedjes voor zangstem, piano                            | lied                      |                                    |
| WL77      | 1958            | Kinderliedje voor zangstem, piano                             | lied                      |                                    |
| WL78      |                 |                                                               |                           |                                    |
| WL79      | 1959            | Drie kinderliedjes voor zangstem, piano                       | lied                      |                                    |
| WL80      | 1958            | Postlude 1                                                    | orkest                    | 1 september 1963                   |
| WL81      | 1959            | Drie kerstliederen voor drie blokfluiten                      | kamermuziek               |                                    |
| WL81      | 1961            | Jeux Vénitiens                                                | orkest                    | 16 september 1961                  |
| WL82      | 1963            | Drie gedichten van Henri Michaux                              | lied                      | 9 mei 1963                         |
| WL83      | 1964            | Strijkkwartet                                                 | kamermuziek               |                                    |
| WL84      | 1965            | Paroles tissées                                               | lied                      | 20 juni 1965                       |
| WL85      | 1965            | Symfonie nr. 2                                                | orkest                    | 9 juni 1967                        |
| WL86      | 1968            | Inventie voor piano                                           | kamermuziek               |                                    |
| WL87      | 1968            | Livre pour orchestre                                          | orkest                    | 18 november 1968                   |
| WL88      | 1970            | Celloconcert                                                  | concerto                  | 14 oktober 1970                    |
| WL89      | 1972            | Preludes en fuga voor dertien solostrijkers                   | kamermuziek               | 12 oktober 1972                    |
| WL90      | 1975            | Sachervariatie voor solocello                                 | kamermuziek               | 2 mei 1976                         |
| WL91      | 1975            | Les espaces du sommeil                                        | lied                      | 12 april 1978                      |
| WL92      | 1976            | Mi-parti                                                      | orkest                    | 22 oktober 1976                    |
| WL93      | 1979            | Novelette voor orkest                                         | orkest                    | 29 januari 1980                    |
| WL94      | 1979            | Epitaaf voor hobo en piano                                    | kamermuziek               | 3 januari 1980                     |
| WL95      | 1980            | Dubbelconcert voor hobo, harp en kamerorkest                  | concerto                  | 24 augustus 1980                   |
| WL96      | 1981            | Grave                                                         | kamermuziek               | 2 april 1981                       |
| WL97      | 1981            | Not for you voor zangstem, piano                              | lied                      |                                    |
| WL98      | 1982            | Mini-ouverture voor koperkwintet                              | kamermuziek               | 6 januari 1982                     |
| WL99      | 1982            | Who can say?                                                  | lied                      |                                    |
| WL100     | 1983            | Symfonie nr. 3                                                | orkest                    | 29 september 1983                  |
| WL101     | 1983            | Chain 1                                                       | kamermuziek               | 4 oktober 1983                     |
| WL102     | 1984            | The Holly and the Ivy                                         | lied                      |                                    |
| WL103     |                 |                                                               |                           |                                    |
| WL104     | 1984            | Partita                                                       | kamermuziek               | 18 februari 1985                   |
| WL105     |                 |                                                               |                           |                                    |
| WL106     | 1985            | Chain 2                                                       | orkest                    | 31 januari 1986                    |
| WL107     | 1985            | Chain 3                                                       | orkest                    | 10 december 1986                   |
| WL108     | 1986            | Fanfare voor Louisville                                       | orkest                    | 19 september 1986                  |
| WL109     | 1987            | Fanfare voor CUBE                                             | orkest                    | 11 juni 1987                       |
| WL110     | 1988            | Pianoconcert                                                  | concerto                  | 19 augustus 1988                   |
| WL111     | 1988            | Slides                                                        | kamermuziek               |                                    |
| WL112     | 1989            | Prelude voor de G.S.M.D.                                      | orkest                    | 11 mei 1989                        |
| WL113     | 1989            | Slaapliedje voor Anne-Sophie (Mutter)                         | kamermuziek               | 26 april 1998                      |
| WL114     | 1989            | Fanfare voor de Universiteit van Lancaster                    | orkest                    | 12 oktober 1989                    |
| WL115     | 1989            | Interlude                                                     | orkest                    | 10 januari 1990                    |
| WL116     | 1990            | Tarantella                                                    | zangstem, piano           | 20 mei 1990                        |
| WL117     | 1990            | Chantefleurs et chantefables                                  | liederen                  | 9 augustus 1991                    |
| WL118     | 1992            | Symfonie nr. 4                                                | orkest                    | 5 februari 1993                    |
| WL199     | 1992            | Subito voor viool en piano                                    | kamermuziek               |                                    |
| WL120     | 1993            | Fanfare voor Los Angeles Philharmonic                         | orkest                    |                                    |

In deze serie is niet opgenomen de filmmuziek die hij schreef. De meeste films daarvan zijn onbekend gebleven in het Westen, want ze zijn gemaakt tijdens de Russische onderdrukking gedurende de jaren 40 en 50 van de 20e eeuw.